# ایستگاه تاکادانوبابا
ایستگاه تاکادانوبابا (به ژاپنی: 高田馬場駅 Takadanobaba-eki) یک ایستگاه قطار در تاکادانوبابا در منطقه شینجوکو-کو، توکیو است.